# Jonáš Forejtek
Jonáš Forejtek (* 10. března 2001 Plzeň) je český profesionální tenista, finalista turnajů ITF Futures 2019 ve dvouhře i ve čtyřhře, který na okruh vstoupil v roce 2018. V rámci okruhu ATP Tour dosud nezískal žádný titul ve dvouhře ani ve čtyřhře. Na challengerech ATP a okruhu ITF také ne. Na nejvyšší juniorské grandslamové úrovni triumfoval na US Open 2019.
Na žebříčku ATP byl ve dvouhře nejvýše klasifikován v srpnu 2022 na 217. místě a ve čtyřhře v únoru 2022 na 302. místě. Trénuje ho Ctislav Doseděl. Domovským oddílem je I. ČLTK Praha. Je také členem Akademie individuálních sportů Plzeňského kraje.
V českém daviscupovém týmu debutoval jako 18letý v roce 2019 utkáním zóny Evropy a Afriky proti Bosně a Hercegovině, když v prvním zápase proti Mirzovi Bašićovi zvítězil ve dvou setech. Česko díky jeho dvěma výhrám zvítězilo 3:2 na zápasy. Do listopadu 2022 v soutěži nastoupil ke dvěma mezistátním utkáním s bilancí 2–0 ve dvouhře a 0–1 ve čtyřhře.

## Soukromý život
Pochází ze sportovní rodiny. Otec Ladislav Forejtek, který závodně lyžoval, se stal předsedou svazového úseku sjezdařů. O tři roky starší bratr Filip se věnuje alpskému lyžování. Mladší bratr Patrik si zvolil rychlostní kanoistiku a sestra Eliška hraje také tenis. Praděd z matčiny strany Pavel Macenauer hrál mužskou dvouhru na letní olympiádě 1924 v Paříži a reprezentoval Československo v Davisově poháru.

## Tenisová kariéra
V roce 2019 postupně ovládl tři juniorské grandslamy. Po boku Dalibora Svrčiny zvítězil na lednovém Australian Open a v červenci s Jiřím Lehečkou triumfovali ve Wimbledonu. Na posledním grandslamu sezóny US Open pak získal singlové prvenství, když ve finále zdolal ve třech setech domácího Emilia Navu.
Při své premiéře v českém daviscupovém týmu v rámci zóny Evropy a Afriky 2019 proti družstvu Bosny a Hercegoviny získal dva body, když vyhrál obě dvouhry, první proti Mirzu Bašićovi, druhou pak proti Tomislavovi Brkićovi.
Na hlavním mužském okruhu ATP debutoval jako devatenáctiletý na Sofia Open 2020 díky divoké kartě pořadatelů. V prvním kole nečekaně přehrál bývalého třetího hráče světa a vítěze US Open z roku 2014, osmého nasazeného Chorvata Marina Čiliće, se kterým ztratil jen pět gamů. Ve druhém kole ho vyřadil Francouz Richard Gasquet.
Další úspěch zaznamenal až koncem sezóny 2021, kdy se mu v prvním kole tenisového challengeru ITF v německém Ismaningu podařilo zdolat nasazenou jedničku turnaje a aktuálně 71. hráče světa, Australana Jordana Thompsona, po třech setech 7–5, 2–6 a 2–6, což ho poprvé v kariéře vyneslo na 299. příčku žebříčku.
12. května 2022 skrečoval slibně rozehrané semifinále dvouhry na tenisovém challengeru v Heilbronnu proti aktuálně 144. hráči žebříčku, Slováku Andreji Martinovi za stavu 6–2, 7–6 a 0ː40.

## Finále na juniorském Grand Slamu

### Dvouhra juniorů: 1 (1–0)
| Stav  | rok  | turnaj  | povrch | soupeř ve finále | výsledek           |
| ----- | ---- | ------- | ------ | ---------------- | ------------------ |
| Vítěz | 2019 | US Open | tvrdý  | Emilio Nava      | 6–7(4–7), 6–0, 6–2 |

### Čtyřhra juniorů: 2 (2–0)
| stav  | rok  | turnaj          | povrch | spoluhráč       | soupeřo ve finále           | výsledek      |
| ----- | ---- | --------------- | ------ | --------------- | --------------------------- | ------------- |
| Vítěz | 2019 | Australian Open | tvrdý  | Dalibor Svrčina | Cannon Kingsley Emilio Nava | 7–6(7–5), 6–4 |
| Vítěz | 2019 | Wimbledon       | tráva  | Jiří Lehečka    | Liam Draxl Govind Nandar    | 7–5, 6–4      |